# 岩村城之戰
岩村城之戰，是天正3年6-11月期間，由織田信忠攻打武田家的岩村城的戰事，城將秋山信友不敵戰敗後，遭到織田家處刑，岩村城被織田奪回。

## 背景
武田信玄在元龜3年（1572年）與織田信長、德川家康破盟後，發起西上作戰。
元龜4年（1573年）3月6日，武田信玄接獲織田信長向東美濃出陣的消息，向美濃出兵。但因為岩村城內親武田方的遠山氏內通獻城，岩村城陷落，織田軍見狀於是撤兵。3月15日，馬場信春率兵800與織田軍約1萬兵力遭遇，並趁織田軍撤退時追擊，包括越中國勢30騎、飛驒國勢30騎及岡部正綱50騎等兵力追擊，斬殺織田方步兵27人。之後，岩村城落城，武田方由下條信氏接收岩村城，岩村地眾降伏，秋山虎繁並率援軍進入岩村城。
元龜4年（1573年）4月12日，武田信玄於上洛途中病死。武田家家督由4男武田勝賴繼承。武田勝賴在天正2年（1574年）2月6日的明智城之戰，由於飯羽間右衛門獻城而取下明智城，擴大在東美濃的佔地。織田信長在東美濃的神篦城配置河尻秀隆、於小里城配置池田恒興進行監視後，於2月24日向岐阜方向撤退。
而武田勝賴在天正3年（1575年）的長篠之戰大敗後，織田信長旋即派遣織田信忠出兵岩村城，收復東美濃的失土。

## 戰況
織田信忠在當年7月率軍包圍岩村城，織田信忠以延友佐渡守為先鋒，攻陷東美濃諸城，在23日時進逼岩村城，武田家臣秋山信友堅持抵抗信忠的攻擊，率領副將座光寺為清、大島杢之助率領2千城兵一起抵擋。佐久間信盛跟德川家臣奧平信昌在攻陷原屬武田方的三河國武節城後，奧平信昌入鎮武節城，佐久間信盛也北上跟織田信忠會師。
織田信忠在岩村城外圍設立兩重、三重的柵欄包圍，又被織田信長調往參加對越前一向一揆的戰事。同年11月，武田勝賴為救援遭到織田軍包圍的岩村城，大量動員甲斐、信濃的領民準備出兵東美濃救援，但卻因為大雪而導致行軍緩慢。而在11月10日時，秋山信友也決定率領岩村城兵趁夜出城，偷襲織田軍在水晶山的陣地。結果在織田家臣河尻秀隆、毛利秀賴、淺野左近、猿荻甚太郎的防備下，武田軍不但偷襲未成，反被織田軍擊敗崩潰。
已從越前回到岐阜城的織田信忠聽聞此事後，也迅速集結兵力出擊，趁著秋山軍夜襲失敗，岩村城兵打開城門接納敗軍時，織田信忠統領帳下士兵展開突襲，一口氣衝入城中，破壞城防，並且四處搜索逃散在山區的的武田軍，武田方來自甲斐、信濃的將領一共陣亡21名，士兵損失上千。
但岩村城內敗戰之局已成，遂通過織田家臣塚本小大膳向織田家表示降伏的意願，織田信忠假稱同意，11月21日時城將秋山信友、大島杢之助、座光寺為清前往織田軍陣地，卻反被織田家捕縛，送往岐阜在長良川河畔處以磔刑。而嫁給秋山信友為妻的織田信長姑母，據《當代記》所述，是遭到織田信長親手所殺。《美濃明細記》則寫說秋山夫妻一起被磔刑。《甲陽軍鑑》寫是因為武田勝賴對奧平信昌的妻子施以磔刑，所以織田信長也報復性地對秋山信友之妻處磔刑。
另一方面，岩村城內殘餘的將士獲知此一情況後，遠山二郎三郎、遠山市丞、遠山三郎四郎、遠山德林、遠山三右衛門、遠山内膳、遠山藤藏等倒戈武田家的原遠山家臣有所覺悟，衝出城外作戰，遭到織田軍擊潰後，逐一討死。其餘殘黨也被織田軍燒殺織田信忠隨後也陷苗木城。
而武田勝賴知悉岩村城失陷的情報後，只好回師本國。織田信忠戰後將岩村城交給河尻秀隆進入駐守，織田信忠本人則在11月24日回歸岐阜城。。